# 1990-es Giro d’Italia
Az 1990-es Giro d’Italia volt a 73. olasz kerékpáros körverseny. Május 18-án kezdődött és június 6-án ért véget. Végső győztes az olasz Gianni Bugno lett.

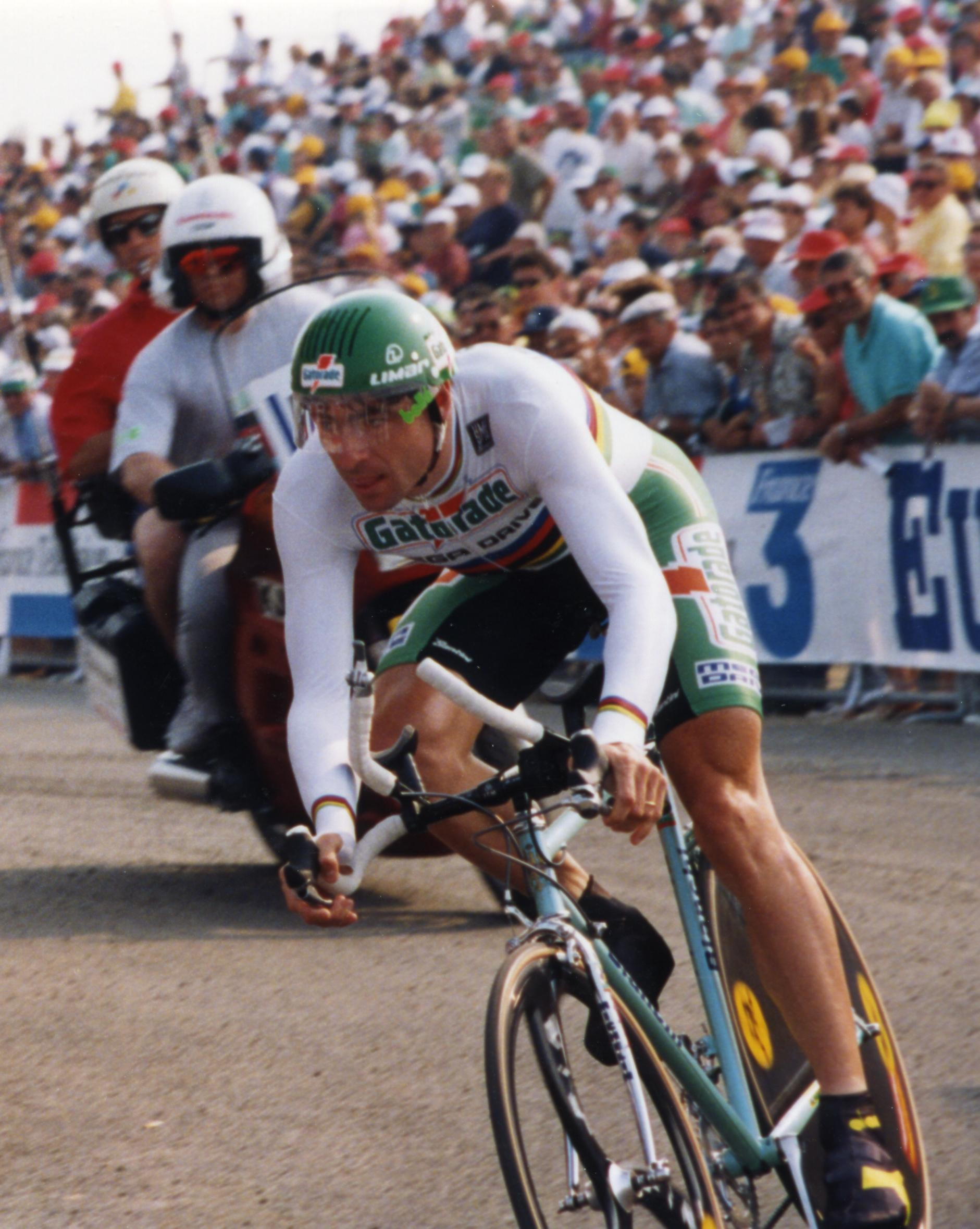
Gianni Bugno 1993-ban

## Végeredmény
|    | Versenyző                     | Idő            |
| -- | ----------------------------- | -------------- |
| 1  | Gianni Bugno                  | 91 óra 51' 04" |
| 2  | Charly Mottet                 | + 6' 33"       |
| 3  | Marco Giovannetti             | + 9' 01"       |
| 4  | Vladimir Poulnikov            | + 12' 19"      |
| 5  | Federico Echave Musatadi      | + 12' 25"      |
| 6  | Franco Chioccioli             | + 12' 36"      |
| 7  | Marino Lejarreta Arrizabalaga | + 14' 31"      |
| 8  | Piotr Ugrumov                 | + 17' 02"      |
| 9  | Massimiliano Lelli            | + 17' 14"      |
| 10 | Leonardo Sierra Sepulveda     | + 19' 12"      |